# نوک‌شاخ‌های بزرگ
نوک‌شاخ‌های بزرگ (نام علمی: Buceros) سرده‌ای از نوک‌شاخ‌های آسیایی بزرگ (در خانواده Bucerotidae) است.